# جون رابي

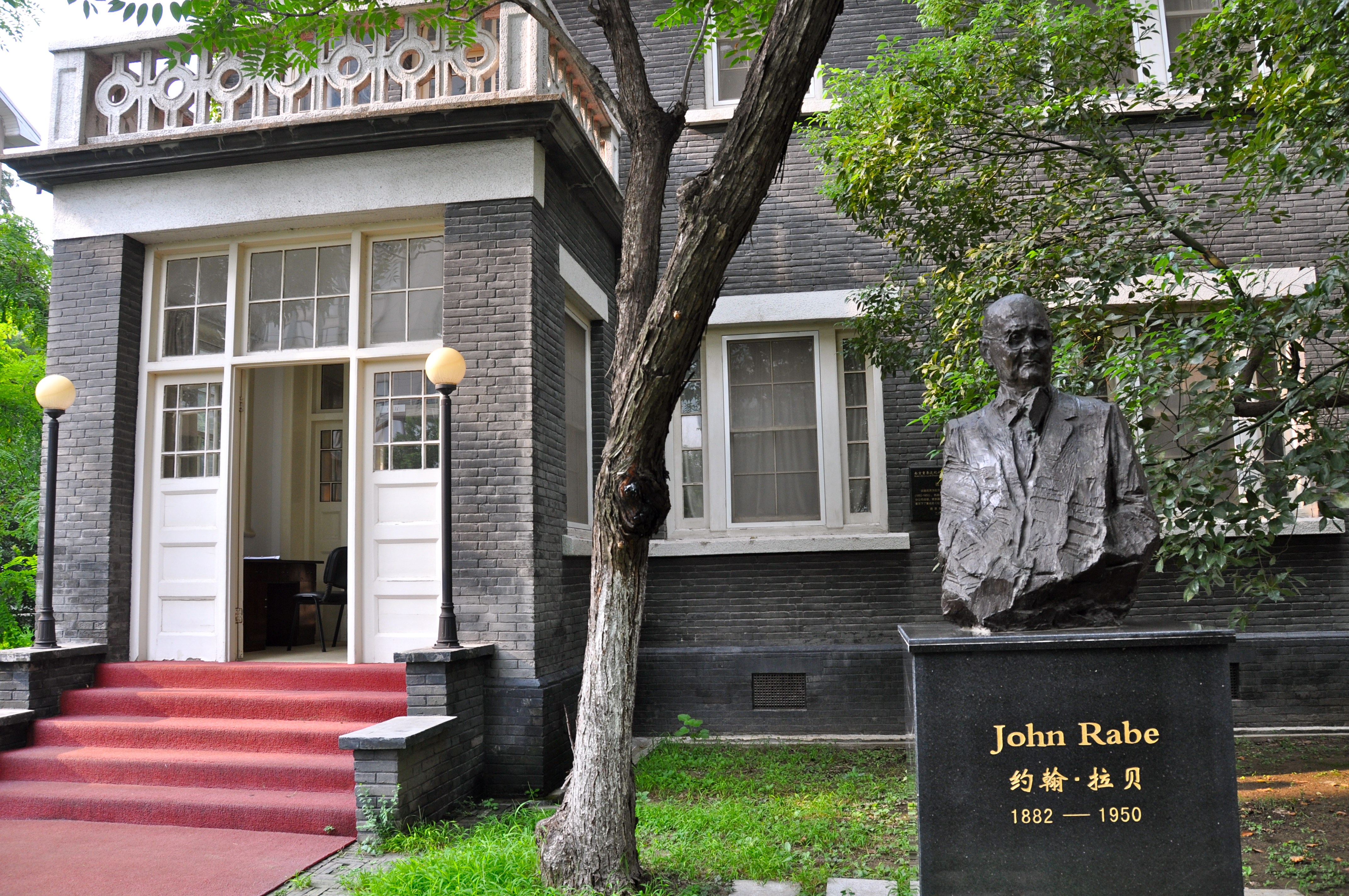
تمثال جون رابي في مبنى ذكرى مجزرة نانجينغ.

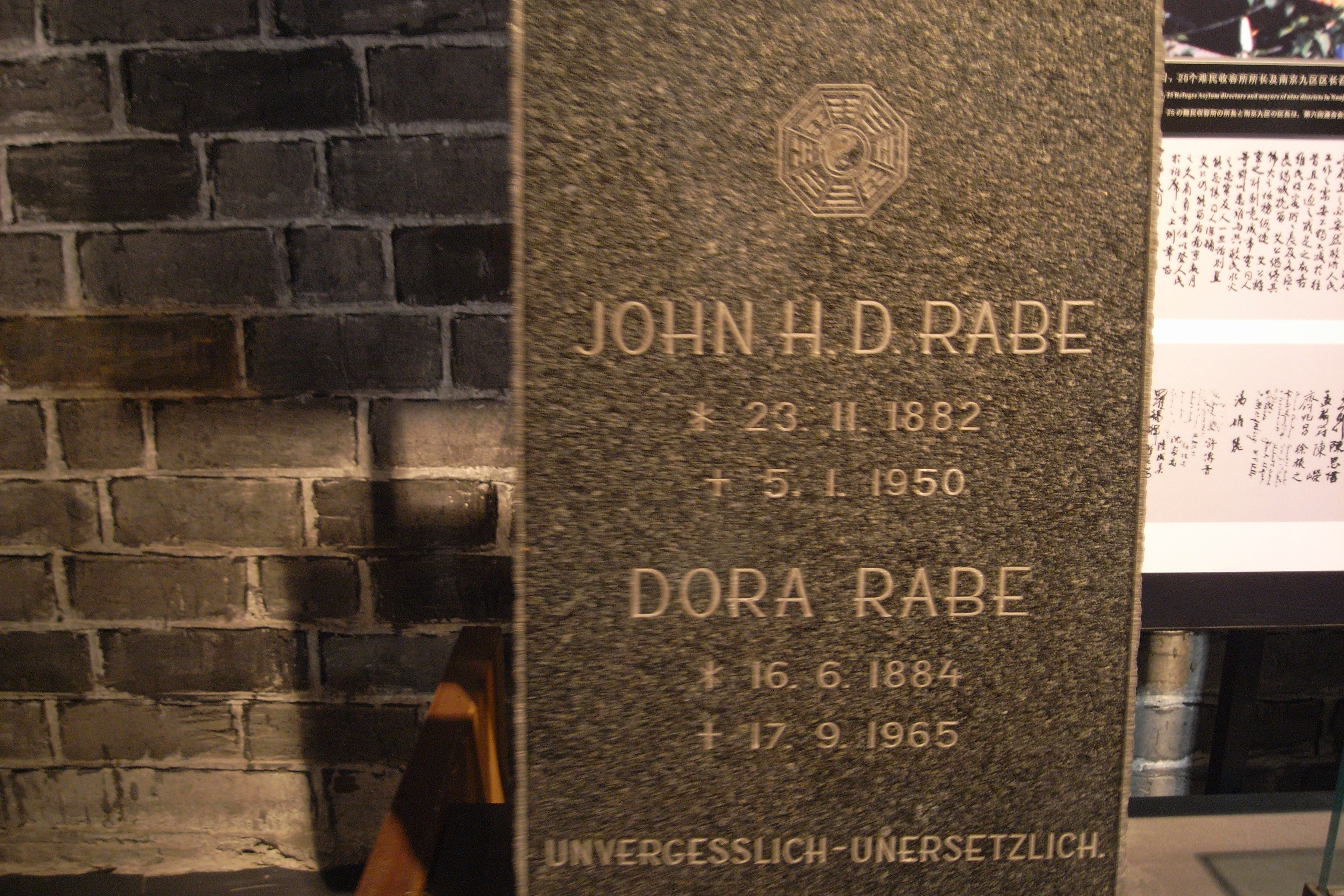
جون رابي ودورا رابي بالإنجليزية.

جون رابي (بالألمانية: John Rabe) ، من مواليد 23 نوفمبر 1882 ، وتوفي في 5 يناير 1950، كاتب ورجل أعمال ألماني، عاش في فترة الحقبة النازية ، سافر إلى الصين ، ومر في نانجينغ عاصمة الصين السابقة، وهو شاهد على المجزرة التي ارتكبها الجيش الإمبراطوري الياباني سنة 1937.

## مذبحة نانجنغ
مذبحة نانجنغ
ينسب إلى رابي أن ضحايا نانجنغ يقدرون بحوالي 50 إلى 60 ألف قتيل من المدنيين حيث حاول هو ومعاونيه لإيقاف الانتهاكات في المنطقة الآمنة ولكن التقديرات الحديثة تختلف حيث يقدر البعض وصول عدد القتلى إلى ما يقرب من ال 300 ألف قتيل.
محاولات رابي لمناشدة اليابانيين عن طريق عضويته بالحزب النازي تمكنت فقط من تأخيرهم ولكن تمكن هذا التأخير من تمكين العديد من اللاجئين من الفرار. حيث نسب وثائقي نانجنغ له إنقاذ حياة حوالي 250 ألف مدني صيني ومصادر أخرى قدرت من أنقذهم بتراوحهم بين ال 200 وال 250 ألف صيني.

### مذكرات رابي
سجل جون رابي في مذكراته ما رآه من فظائع من قبل الجيش الياباني تجاه المدنيين

سجل في الثالث عشر من ديسمبر 1937: 
لم نعلم بحجم الدمار حتى تجولنا في المدينة.. نمر بجانب جثة كل مائة ياردة.. أثار الرصاص في ظهر جثث المدنيين عند فحصها.. هؤلاء الناس أطلق عليهم النار من الخلف أثناء فرارهم.. تكونت مجموعات من الجنود مكونة من عشرة أو عشرون جندي لتنهب المتاجر..
في السابع عشر من ديسمبر كتب بنبرة مختلفة عما حدث: 
يُقال إنه تم اغتصاب أكثر من 1000 امرأة وبنت البارحة.. لا يدور الحديث إلا عن حوادث الاغتصاب، وإذا تدخل الزوج أو الأخ يتم إطلاقهم بالنار..

ما تسمعه وتراه من كل الأطراف هو عنف ووحشية الجنود اليابانيون..
عندما تم تجاهل التماساته كتب رابي مجددا إلى فوكوي في اليوم التالي بنبرة يائسة 
نعتذر لإزعاجك مجددا ولكن معاناة واحتياجات ال 200 ألف مدني الذين نحاول العناية بهم تجعل من الضروري محاولة تأمينهم من السلطات العسكرية ومحاولة إيقاف التدهور الحالي بين الجنود اليابانيون العائثين فسادا في المنطقة الآمنة..
الرجل الثاني في مجلس التسكين أُجبر على مشاهدة إثنين من نساء عائلته يتم اغتصابهم البارحة من الجنود اليابانيين.البارحة -في وضح النهار- تم اغتصاب مجموعة من النساء في الإكليريكيه في وسط قاعة كبيرة مملوءة برجال ونساء وأطفال!

لا نستطيع إطعام مائتان ألف مدني صيني وحمايتهم في نفس الوقت ليلا ونهارا... هذه مهمة السلطات اليابانية !! 